# Muội than

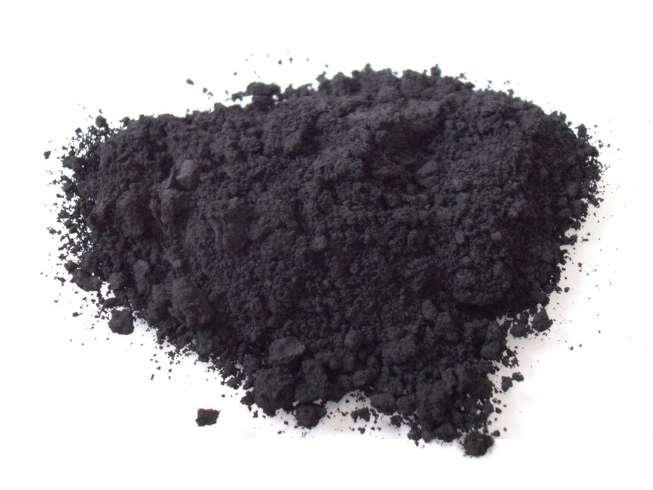
Muội than

Muội than (hay muội đèn) là một loại vật liệu được tạo ra bởi quá trình đốt cháy không hoàn toàn các sản phẩm dầu nặng như nhựa của quá trình FCC (cracking xúc tác chất lỏng), nhựa than đá, nhựa cracking êtilen, và một số lượng nhỏ từ dầu thực vật. Muội than là một dạng cácbon vô định hình có tỷ lệ diện tích bề mặt so với thể tích lớn, mặc dù tỷ lệ diện tích bề mặt so với thể tích của nó là thấp so với của than hoạt tính. Muội than được sử dụng như một chất màu và chất gia cường trong cao su và các sản phẩm nhựa. Nó không giống với bồ hóng ở tỷ lệ diện tích bề mặt so với thể tích cao hơn nhiều và hàm lượng PAH (hydrocarbon thơm đa vòng) thấp hơn đáng kể.  Tuy nhiên, muội than được sử dụng rộng rãi như một hợp chất mẫu cho bồ hóng diesel cho các thí nghiệm oxy hóa diesel.  Muội than chủ yếu được sử dụng làm chất độn gia cố trong lốp xe và các sản phẩm cao su khác. Trong nhựa, sơn và mực, muội than được sử dụng làm chất màu.
Đánh giá của Cơ quan Nghiên cứu Ung thư Quốc tế (IARC) hiện nay là: "Muội than gây ung thư cho con người (Nhóm 2B)".  Tiếp xúc ngắn hạn với nồng độ cao của bụi Muội than có thể gây khó chịu cho đường hô hấp trên  thông qua kích ứng cơ học.

## Sử dụng phổ biến
Việc sử dụng phổ biến nhất (70%) của muội than là làm chất màu và giai đoạn gia cường trong lốp xe ô tô. Muội than cũng giúp dẫn nhiệt ra khỏi khu vực lốp và ta lông của lốp, làm giảm thiệt hại nhiệt và tăng tuổi thọ lốp xe. Muội than cũng được sử dụng trong một số vật liệu hấp thụ tia radar, máy photocopy và mực máy in laser.
Tổng sản lượng muội than toàn cầu khoảng 8.100.000 tấn (8.900.000 tấn ngắn) vào năm 2006. Khoảng 20% sản lượng muội than trên thế giới được sử dụng cho dây cu roa, ống nhựa và cao su, và các sản phẩm cao su khác không phải là lốp xe. Phần còn lại chủ yếu được sử dụng làm chất tạo màu trong mực in, sơn và nhựa. Ví dụ, nó được thêm vào polypropylene bởi vì nó hấp thụ tia cực tím, nếu không tia cực tím làm cho vật liệu để làm xuống cấp.
Muội than có nguồn gốc dầu thực vật được sử dụng như làm phẩm màu thực phẩm, ở châu Âu được gọi là chất phụ gia E152. Nó được chấp thuận cho phép sử dụng làm chất phụ gia 153 (muội than hoặc các bon thực vật) tại Úc và New Zealand nhưng đã bị cấm ở Hoa Kỳ.

## Chất màu
Muội than (Color Index International, PBK-7) là tên của một loại bột màu đen thông thường, được sản xuất theo truyền thống từ các vật liệu hữu cơ như gỗ hoặc xương.  Nó xuất hiện màu đen vì nó phản xạ rất ít ánh sáng trong phần nhìn thấy của quang phổ, với một suất phản chiếu gần bằng không.  Các albedo thực tế khác nhau tùy thuộc vào nguồn nguyên liệu và phương pháp sản xuất.  Nó được biết đến bởi một loạt các tên, mỗi tên phản ánh một phương pháp truyền thống để sản xuất muội than:
- Màu đen ngà được sản xuất bằng cách ngà voi hoặc xương (xem than xương).
- Nho đen được sản xuất bởi những cây nho và cọng nho khô.
- Đèn đen được sản xuất bằng cách thu thập bồ hóng từ đèn dầu.

Tất cả các loại muội than này được sử dụng rộng rãi như các màu sơn kể từ thời tiền sử. Rembrandt, Vermeer, Van Dyck, và gần đây, Cézanne, Picasso và Manet  sử dụng các sắc tố màu muội than trong tranh của họ.  Một ví dụ điển hình là " Âm nhạc trong Tuileries " của Manet, trong đó váy đen và mũ của nam giới được sơn màu đen ngà.
Các phương pháp mới hơn để sản xuất muội than đã thay thế phần lớn các nguồn truyền thống này.  Đối với mục đích thủ công, muội than được sản xuất bằng bất kỳ phương tiện nào vẫn còn phổ biến.

## An toàn

### Gây ung thư
Muội than được coi là có thể gây ung thư cho người và được phân loại là chất gây ung thư Nhóm 2B vì có đầy đủ bằng chứng trên động vật thí nghiệm và các bằng chứng không đầy đủ trong các nghiên cứu dịch tễ học ở người.  Bằng chứng về khả năng gây ung thư trong các nghiên cứu trên động vật đến từ hai nghiên cứu hít phải và hai nghiên cứu thấm nhuần ở chuột, cho thấy tỷ lệ ung thư phổi tăng cao đáng kể ở động vật bị phơi nhiễm.  Một nghiên cứu hít phải trên chuột không cho thấy tỷ lệ ung thư phổi tăng cao đáng kể ở động vật bị phơi nhiễm.  Dữ liệu dịch tễ học xuất phát từ ba nghiên cứu đoàn hệ của công nhân sản xuất muội than.  Hai nghiên cứu, từ Vương quốc Anh và Đức, với hơn 1.000 công nhân trong mỗi nhóm nghiên cứu cho thấy tỷ lệ tử vong cao do ung thư phổi.  Một nghiên cứu thứ ba với hơn 5.000 công nhân muội than ở Hoa Kỳ đã không cho thấy tỷ lệ tử vong cao.  Những phát hiện mới hơn về tỷ lệ tử vong do ung thư phổi gia tăng trong một bản cập nhật từ nghiên cứu của Vương quốc Anh cho thấy rằng muội than có thể là một chất gây ung thư giai đoạn cuối.  Tuy nhiên, một nghiên cứu gần đây và rộng hơn từ Đức đã không xác nhận giả thuyết này.

### An toàn lao động
Có những hướng dẫn nghiêm ngặt có sẵn và tại chỗ để đảm bảo nhân viên sản xuất muội than không có nguy cơ hít phải liều carbon không an toàn ở dạng thô. Thiết bị bảo vệ cá nhân hô hấp được khuyến nghị dùng để bảo vệ người lao động khỏi hít phải khói muội than.  Loại bảo vệ hô hấp được đề nghị thay đổi tùy thuộc vào nồng độ muội than được sử dụng.
Mọi người có thể tiếp xúc với muội than tại nơi làm việc bằng cách hít vào và tiếp xúc với da hoặc mắt.  Cơ quan quản lý an toàn và sức khỏe nghề nghiệp (OSHA) đã đặt giới hạn pháp lý (giới hạn phơi nhiễm cho phép) đối với phơi nhiễm muội than tại nơi làm việc ở mức 3,5 mg / m 3 trong một ngày làm việc 8 giờ.  Viện Sức khỏe và An toàn Lao động Quốc gia (NIOSH) đã đặt giới hạn phơi nhiễm khuyến nghị (REL) là 3,5 mg / m 3 trong một ngày làm việc 8 giờ.  Ở cấp độ 1750  mg / m 3, muội than ngay lập tức nguy hiểm đến tính mạng và sức khỏe.